# Brusnik (Zaječar)
Pour les articles homonymes, voir Brusnik.
Brusnik (en serbe cyrillique : Брусник) est un village de Serbie situé sur le territoire de la ville de Zaječar, district de Zaječar. Au recensement de 2011, il comptait 297 habitants.

## Démographie
| 1948  | 1953  | 1961  | 1971  | 1981 | 1991 | 2002 | 2011 |
| ----- | ----- | ----- | ----- | ---- | ---- | ---- | ---- |
| 1 398 | 1 432 | 1 350 | 1 076 | 846  | 589  | 456  | 297  |

|  |

## À voir
Dans ce village se trouve une douzaine des fontaines publiques, dont la plus grande est celle de Mita, construite à la fin du XIXe siècle ou au début du XXe siècle par le marchand Dimitrije Mita Kojić.

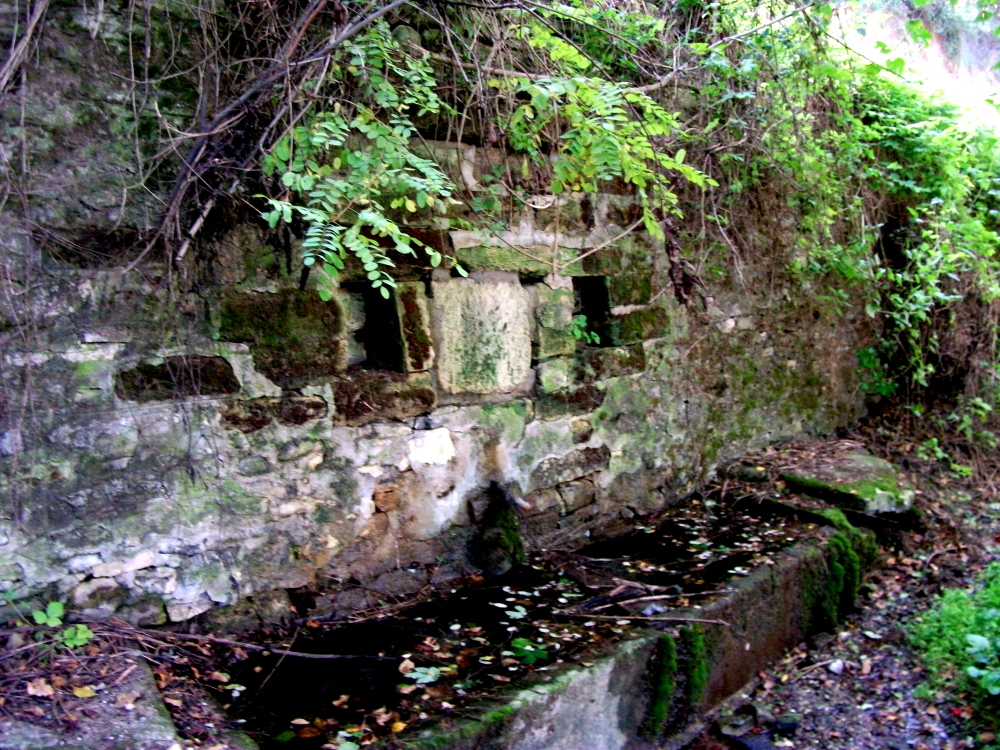
La fontaine de Mita

L'église orthodoxe de Tous-les-Saints a été construite entre 1897 et 1900 et consacrée en 1900 par l'évêque de Timok/Negotin Mélent (Melentije).

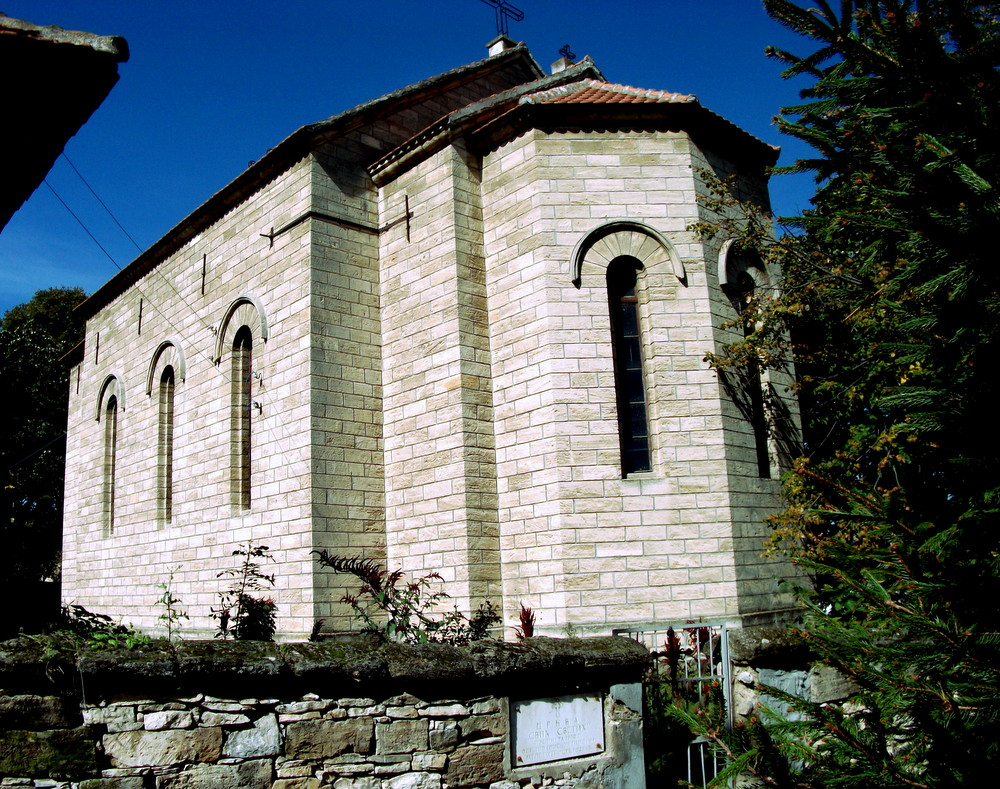
L'église de Tous-les-Saints de Brusnik

## Personnalités
Slobodan Misic-Brenda, entraîneur de handball serbo-québécois, est né dans ce village.